# La Grandeza, Veracruz
La Grandeza är en ort i Mexiko.   Den ligger i kommunen Papantla och delstaten Veracruz, i den sydöstra delen av landet, 220 km nordost om huvudstaden Mexico City. La Grandeza ligger 134 meter över havet och antalet invånare är 857.
Terrängen runt La Grandeza är huvudsakligen platt, men åt nordväst är den kuperad. Runt La Grandeza är det ganska tätbefolkat, med 179 invånare per kvadratkilometer. Närmaste större samhälle är Poza Rica de Hidalgo, 8,1 km väster om La Grandeza. Trakten runt La Grandeza består till största delen av jordbruksmark.